# Славянский корпус
«Славя́нский ко́рпус» (англ. Slavonic Corps Limited) — частная военная компания, зарегистрированная в Гонконге. Изначально была сформирована для защиты интересов российских компаний, их сотрудников и некоторого числа граждан, находящихся на предприятиях. Позже стала участником вооружённого конфликта в Сирии, выступая на стороне правительственных сил Башара Асада, за что по возвращении в Россию её участники были арестованы за наёмничество.

## Формирование корпуса
Весной 2013 года в Гонконге зарегистрировалась частная военная компания, состоящая из бывших российских военных. Компания публиковала объявления о найме контрактников для защиты сирийских энергетических объектов во время вооружённого конфликта в этой стране, предлагалась зарплата в 5000 долларов в месяц. Объявления привлекли внимание бывших спецназовцев из ГРУ, ВДВ, ВВ МВД, СОБР. Многие из них приобрели боевой опыт во время гражданской войны в Таджикистане и второй чеченской кампании.

## Развёртывание
После приезда в Бейрут — столицу Ливана, контрактники были переведены в Дамаск — столицу Сирии, а затем на военную базу в Латакии. К октябрю 2013 года «Славянский корпус» состоял из 267 контрактников[уточнить], разделённых на две роты, которые дислоцировались в Латакии.
Новой целью «Славянского корпуса» (СК) стала охрана нефтяных месторождений Дейр-эз-Зор. Им были выданы 37-мм зенитные пушки M1939, которые после обслуживания были забраны сирийцами, миномёты ПМ-43 (120-мм полковые миномёты образца 1943 года) к которым не было ни одной мины, три БМП-1, две из которых были условно исправны и две БМ-21 с 10 РС без взрывателей.
18 октября 2013 года БТГр получили приказ выдвинуться на помощь сепаратистам в районе города Эс-Сухне. Во время марша к цели колонна попала под обстрел. По решению командира командная высота была взята сходу силами одной роты, выбившей оттуда боевиков ИГ. С помощью подошедших ночью двух самоходных установок «Акация», удалось отбить несколько контратак противника. Обещанная утром воздушная поддержка появилась только к полудню в виде одного штурмовика Су-17, который нанёс удары по позициям СК. Столкнувшись со значительно превосходящими силами боевиков и не получив обещанных боеприпасов, СК организованно отошёл на авиабазу Тифор, где восстановил боеспособность и подготовил авиабазу к обороне. В ходе данной операции шесть членов СК были ранены.
Сразу после прибытия в Россию участники были арестованы сотрудниками ФСБ по обвинению в наёмничестве, наказуемом по статье 359 УК России. Несмотря на то, что компания была зарегистрирована в Гонконге, владельцы были также арестованы.
В октябре 2014 года Московский городской суд приговорил руководителей компании Вадима Гусева и Евгения Сидорова к трём годам лишения свободы каждого. Зимой 2014–2015 гг. и Гусев, и Сидоров были освобождены из мест лишения свободы условно-досрочно.
Евгений Сидоров также возглавлял организацию «Редут-безопасность». Журналисты «Радио Свобода» также связывают «Редут-безопасность» с ЧВК «Щит», сам Сидоров мог играть заметную роль в руководстве «Щита».